# Mancomunidade da Comarca de Pamplona

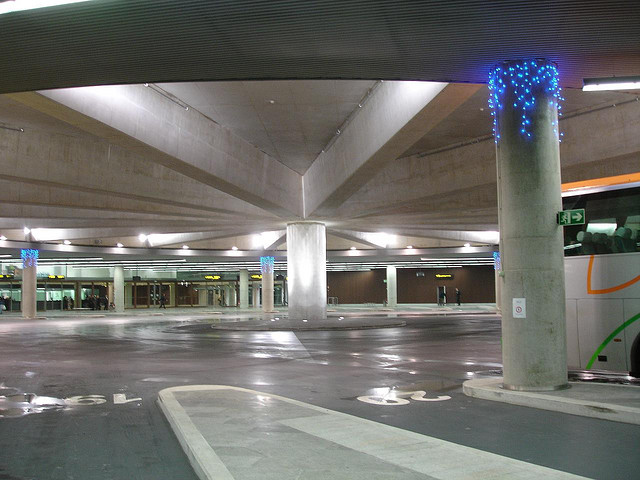
O terminal rodoviário de Pamplona, uma infra-estrutura subterânea situada junto à Cidadela, no centro de Pamplona

A Mancomunidade da Comarca de Pamplona (em basco: Iruñerriko Mankomunitatea) é uma entidade local ou associação de municípios  (mancomunidade) composta por 50 municípios da Comunidade Foral (autónoma) de Navarra, Espanha, dos quais o maior é o de Pamplona, que também é o seu centro geográfico. Grande parte da área geográfica da mancomunidade e cerca de metade dos municípios que a integram fazem parte da Área metropolitana de Pamplona, a qual, por sua vez corresponde grosso modo à comarca da Cuenca de Pamplona.
Em janeiro de 2007 a mancomunidade servia 329 531 habitantes e tinha  competências na gestão dos seguintes serviços:
- Ciclo integral da água, isto é, abastecimento, saneamento e depuração de águas residuais

- Recolha e tratamento dos resíduos urbanos

- Transporte público (dito comarcal) urbano e na generalidade da comarca, o que inclui autocarros e táxis

- Parque Fluvial de la Comarca de Pamplona — uma extensa zona verde com 33 km de comprimento que ocupa parte de 14 municípios, ao longo do rio Arga

- Programa de educação ambiental

## Municípios integrados na mancomunidade
|  | ● Adiós ● Ansoáin ● Anue ● Aranguren ● Atez ● Añorbe ● Barañain ● Basaburua ● Belascoáin ● Beriáin ● Berrioplano ● Berriozar ● Biurrun-Olcoz ● Burlada ● Cendea de Cizur ● Cendea de Galar ● Cendea de Iza |  | ● Cendea de Olza ● Ciriza ● Echarri ● Echauri ● Egüés ● Enériz ● Esteribar ● Ezcabarte ● Goñi ● Guirguillano ● Huarte ● Ibargoiti ● Imotz ● Juslapeña ● Lantz ● Legarda ● Monreal |  | ● Muruzábal ● Noáin (Valle de Elorz) ● Odieta ● Olaibar ● Orkoien ● Pamplona ● Tiebas-Muruarte de Reta ● Tirapu ● Ucar ● Ultzama ● Uterga ● Vidaurreta ● Villava ● Zabalza ● Zizur Mayor |

## História
A Mancomunidade da Comarca de Pamplona foi criada em 1982 com o nome de Mancomunidade das Águas da Comarca de Pamplona, como resultado de decisão política da Deputação Foral de Navarra (governo regional), do Ayuntamiento de Pamplona e de várias corporações locais da comarca de Pamplona, com o objetivo de dar solução ao problema da água no âmbito da comarca.
Até então, esse era um sério problema, devido ao crescimento demográfico e industrial das décadas de 1960 e 1970, tanto no que se referia ao abastecimento como, principalmente, à depuração das águas residuais, cujo destino era o rio Arga e os seus afluentes.
Em 1986 os estatutos são modificados para alargar as competências e assume o nome atual. Em 1987 começa a gerir os resíduos urbanos. Em 1999 assume a gestão do serviço de transportes coletivos urbanos de Pamplona e de outros 16 municípios contíguos. 
Em 2006 assume a gestão dos serviços de táxi numa área integrada por 19 municípios. No mesmo ano é inaugurada a estação de tratamento de água de Tiebas, que é abastecida na barragem de Itoiz através do Canal de Navarra, e tem como objetivo garantir o abastecimento de água à comarca nas próximas décadas.

## Organização
A mancomunidade é regida por uma assembleia geral de 54 membros, dos quais metade representam o Ayuntamiento de Pamplona e a outra metade as restantes entidades que formam a mancomunidade. Todos os membros são eleitos pelos respetivos ayuntamientos.
O presidente é eleito pelos mebros da assembleia na sessão de constituição; tem como função dirigir o governo e administração da entidade.  Existe também uma comissão permanente de governo, formada pelo presidente, vice-presidente e 11 vogais, nomeados pelo presidente dentre os membros da assembleia, de forma proporcional à representatividade política existente na mesma.

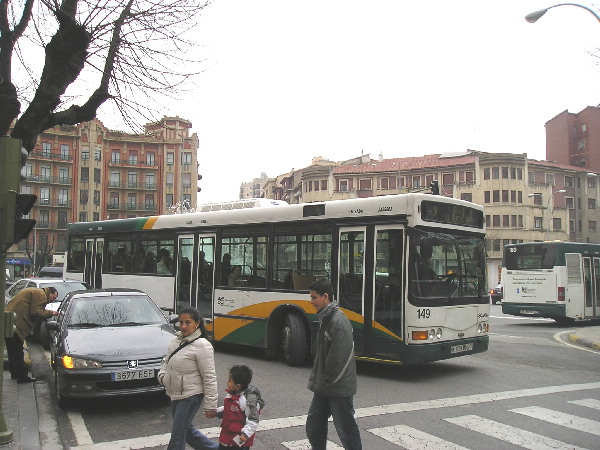
Uma villavesa (autocarro) no centro de Pamplona

### Sociedade de gestão
Para a realização dos serviços de abastecimento e saneamento de água e gestão de resíduos, a mancomunidade adotou um modelo de gestão direta através de uma sociedade anónima, cujo capital social é integralmente da mancomunidade e cuja denominação é Servicios de la Comarca de Pamplona, S.A.
A sociedade é dirigida e administrada por uma Junta Geral constituída por todos os membros da assembleia geral da mancomunidade, um Diretor-Gerente e um Conselho de Administração, encarregado da administração e representação da sociedade para quase todos os casos, constituído por 6 a 16 membros, segundo critério da junta, nomeados por períodos de 5 anos.

### Transportes públicos
O chamado Transporte Urbano Comarcal é gerido indiretamente mediante concessão. Em 2011 essa concessão era explorada pela empresa catalã Transports Ciutat Comtal (TCC), do grupo Moventis.
O serviço liga entre si e com o centro de Pamplona as diferentes localidades e núcleos urbanos da comarca. Em 2010 a rede da área metropolitana era composta de 23 linhas diurnas, 10 linhas noturnas e 418 paragens, 202 delas cobertas, e era servida por 88 autocarros permanentemente (102 em horas de ponta). Em 2009 foram transportados 36 927 599 passageiros. A linha 4, a mais usada é servida por 16 autocarros e a sua frequência em dias úteis é de cerca de 4 minutos entre cada passagem de autocarro. Os autocarros são conhecidos popularmente como villavesas, devido à primeira empresa de transportes públicos da região (já desaparecida há décadas) se chamar Villavesa (da localidade de Villava, onde tinha a sede).